# 피그마 (장난감)
피그마(일본어: フィグマ, 영어: figma)는 맥스 팩토리가 기획·개발한 굿 스마일 컴퍼니가 판매하고 있는 액션 피규어 시리즈이다.

## 개요
2008년 2월 14일 발매된 “001 나가토 유키 제복Ver.”을 시작으로 2013년 10월까지 200개 이상의 제품이 발매되고 있다.

## 같이 보기
- 피겨
- 넨드로이드
- 굿 스마일 컴퍼니